# Histia
Histia is een geslacht van vlinders van de familie bloeddrupjes (Zygaenidae), uit de onderfamilie Chalcosiinae.

## Soorten
- H. dolens Druce, 1888
- H. eurhodia (Jordan, 1907)
- H. flabellicornis (Fabricius, 1775)
- H. nigridorsalis (Röber, 1925)
- H. nivosa (Rothschild, 1896)